# Caso Glico Morinaga
Il caso Glico Morinaga (グリコ・森永事件?, Guriko, Morinaga jiken), conosciuto anche con il nome ufficiale di caso Metropolitano Designato 114 (警察庁広域重要指定第114号事件?, Keisatsuchō kōiki jūyō shitei dai-hyakujūyongō jiken), è stato un celebre caso di estorsione in Giappone negli anni ottanta, diretto soprattutto alle aziende dolciarie giapponesi Ezaki Glico e Morinaga & Company, che rimane tuttora irrisolto.
L'intero caso durò 17 mesi dall'iniziale rapimento del presidente della Glico all'ultima comunicazione nota del primo sospettato, una persona o gruppo noto come "Il mostro dalle 21 facce". Il caso catturò l'attenzione dell'intero Giappone e molti si riferiscono al caso come un punto di svolta nella società giapponese, per la quale fu dissipata l'immagine del Giappone sicuro e libero da crimini.

## Rapimento
Alle 21 del 18 marzo 1984, due uomini mascherati che indossavano un cappello e armati di pistola e fucile fecero irruzione in casa di Katsuhisa Ezaki, presidente della Glico. Prima di entrare nella casa di Ezaki, i due uomini erano già entrati nella casa vicina della madre di Ezaki, legandola e prendendo la chiave della casa del presidente. Dopo essere entrati, legarono la moglie e la figlia di Ezaki. Credendo che gli uomini fossero semplici rapinatori, Ezaki provò a contrattare la liberazione in cambio di denaro, offerta che fu rifiutata. I due uomini tagliarono allora i cavi del telefono ed entrarono nel bagno, dove Ezaki e i suoi due figli si stavano nascondendo. Ezaki fu preso da un attacco di panico e iniziò a gridare per chiedere aiuto, ma gli fu intimato di tacere o sarebbe stato ucciso. Fu quindi rapito e tenuto in un magazzino.
Il mattino seguente, i due uomini chiamarono il direttore della compagnia nella città di Takatsuki e chiesero un riscatto di un miliardo di yen e cento chilogrammi di lingotti d'oro. Tuttavia, tre giorni dopo, il 21 marzo, Ezaki riuscì a scappare dal magazzino dove era rinchiuso a Ibaraki, nella prefettura di Osaka.
L'irruzione in casa e il rapimento erano crimini sconosciuti nel Giappone del dopoguerra, e furono fatti che scioccarono molte persone.

## Estorsione alla Ezaki Glico
I tentativi di estorsione alla Glico non terminarono con la fuga di Ezaki. Il 10 aprile, furono date alle fiamme delle macchine nel quartier generale della Glico. Il 16 aprile, un contenitore di plastica contenente acido cloridrico e una lettera di minacce indirizzate alla Glico fu trovato ad Ibaraki.
Il 10 maggio, la Glico iniziò a ricevere lettere da una persona o un gruppo che si firmava "Il mostro dalle 21 facce" (かい人21面相?, kaijin nijūichi mensō), nome preso dal personaggio cattivo dei romanzi gialli di Ranpo Edogawa e tradotti come "L'uomo misterioso con 21 facce" e "Il fantasma con 21 facce". Il mostro dichiarò che aveva avvelenato alcune confezioni di caramelle Glico con cianuro di potassio. Quando l'azienda Ezaki Glico ritirò i suoi prodotti dagli scaffali dei negozi ebbe delle forti ripercussioni, con perdita di oltre 20 milioni di dollari e la perdita del posto di lavoro per 450 dipendenti part time, e il "mostro" minacciò di mettere i prodotti alterati in commercio. Dopo le minacce, un uomo con un cappellino dei Yomiuri Giants fu ripreso da una telecamera di sicurezza mentre metteva una tavoletta di cioccolata Glico sugli scaffali di un negozio: si riteneva che l'uomo potesse essere il mostro dalle 21 facce. Il fotogramma dell'immagine ripresa della telecamera di sicurezza fu diffusa dopo l'avvenimento.
Nel frattempo, il mostro dalle 21 facce spediva lettere ai media, schernendo la polizia per non essere in grado di trovare il colpevole delle minacce. Un estratto di una lettera, scritto in hiragana e con dialetto di Osaka, recitava: "Cari stupidi poliziotti. Non mentite. Tutti i crimini cominciano con una bugia come diciamo in Giappone. Non lo sapevate?" La sfida scritta fu inviata anche alla polizia di Koshien: "Perché non lo tenete per voi? Sembrate disorientati. Allora perché non lasciate che vi aiutiamo? Vi daremo un indizio. Siamo entrati nella fabbrica dall'ingresso principale. La macchina da scrivere che usiamo è una Panwriter. Il contenitore di plastica usato è stato preso dalla strada. Il mostro dalle 21 facce".
Alla fine, il mostro smise di contattare la Glico e il 26 giugno spedì una lettera con scritto "Perdoniamo la Glico!". Ciò nonostante, il mostro spostò i tentativi di estorsione contro la Morinaga e le compagnie alimentari Marudai Ham e House Foods Corporation.

## L'uomo con gli occhi da volpe
La polizia tuttavia andò vicina a catturare il sospettato capo del "mostro dalle 21 facce". Il 28 giugno, due giorni dopo aver accettato di non continuare a tormentare la Marudai in cambio di 50 milioni di yen, il "Mostro" concordò con un impiegato della Marudai il lancio dei soldi del riscatto su un treno locale in direzione Kyoto quando sarebbe stata mostrata una bandiera bianca. Un investigatore, camuffato da impiegato della Marudai che stava seguendo gli ordini del mostro, notò un uomo che lo stava guardando mentre era sul treno. L'uomo fu descritto con una corporatura robusta e stava indossando occhiali da sole, i capelli tagliati corti e "occhi come quelli di una volpe".
Dal momento che la bandiera bianca non fu mostrata, l'investigatore e "l'uomo dagli occhi di volpe" (キツネ目の男?, kitsune-me no otoko) scesero entrambi dal treno alla stazione di Kyoto, e mentre l'investigatore attendeva sulla banchina, l'uomo continuò ad osservarlo. L'investigatore più tardi tornò ad Osaka, e l'uomo salì sullo stesso treno su un'altra carrozza. Quando l'investigatore scese alla stazione di Takatsuki, "l'uomo dagli occhi di volpe" salì su un treno diretto a Kyoto e lì un altro investigatore sotto copertura lo seguì, ma alla fine lo persero di vista.

## Incidente della Prefettura di Shiga
La polizia si imbatté una seconda volta nell'uomo, il 14 novembre, quando il "Mostro" tentò di estorcere 100 milioni di yen alla House Food Corporation con un altro accordo segreto. In un'area di servizio presso la Meishin Expressway, vicino a Ōtsu, gli investigatori videro l'uomo dagli occhi di volpe, con addosso un cappello da golf e occhiali neri, ma ancora una volta sfuggì alla cattura. Il furgone con il denaro, che stavano pedinando, continuò il suo percorso verso il punto dove avrebbe dovuto lasciare i soldi, dentro contenitore sotto un vestito bianco. Quando arrivarono al punto esatto, c'era il vestito bianco, ma nessun contenitore. Fu quindi ordinato al team di investigatori di ritirarsi, in quanto la consegna del denaro sembrava - a quanto pare - una valutazione da parte del mostro sull'intervento della polizia.
Tuttavia, un'ora prima, una pattuglia della locale Prefettura di Shiga aveva notato una station wagon con il motore acceso e le luci spente. La station wagon era a meno di 50 metri dal vestito bianco messo su un recinto. All'oscuro dell'accordo per la consegna del riscatto, il poliziotto si era diretto verso la station wagon e lampeggiò al guidatore, vedendo un uomo magro, con un cappello da golf che gli copriva gli occhi, e delle cuffie senza fili addosso. Sorpreso dai poliziotti, il guidatore scappò via, inseguito dalla macchina della polizia finché non lo perse di vista.
La station wagon fu in seguito ritrovata abbandonata presso la Stazione di Kusatsu e si scoprì che era stata rubata poco prima a Nagaoka-kyō, nella prefettura di Kyoto. Dentro la macchina abbandonata fu ritrovato un ricevitore radio modificato per intercettare ed ascoltare le trasmissioni radio della polizia delle sei prefetture (incluse quelle di Osaka, Kyoto e Kobe), nel cui territorio erano situati i luoghi in cui avrebbe dovuto avvenire la consegna dei soldi dell'estorsione. Fu ritrovato anche un aspirapolvere, nonostante nulla lo collegasse al "Mostro".
Dopo i ricatti alla House Foods Corporation, il mostro spostò la sua attenzione sulla Fujiya nel dicembre 1984. Nel gennaio 1985, la polizia diffuse un identikit dell'"uomo dagli occhi di volpe". Nell'agosto 1985, dopo i continui tormenti da parte del Mostro dalle 21 facce e dall'uomo dagli occhi di volpe, il soprintendente Yamamoto della polizia della prefettura di Shiga si suicidò.

## Messaggio finale e conseguenze
Cinque giorni dopo la morte di Yamamoto, il 12 agosto 1985, il "Mostro dalle 21 facce" inviò il suo ultimo messaggio ai media, dopodiché non si fece più sentire. Nel giugno 1995, i crimini di aggressione e rapimento di Ezaki caddero in prescrizione, così come il tentato avvelenamento dei cibi nel febbraio del 2000.
Nel 2002, il personaggio dell'Uomo che ride in Ghost in the Shell: Stand Alone Complex fu ispirato al caso Glico-Morinaga.

## Sospettato principale
Dopo la diffusione dell'identikit nel gennaio 1985, la polizia metropolitana di Tokyo individuò rapidamente il responsabile in Manabu Miyazaki. Soprannominato "Mr. M" o "testimone M", Miyazaki era sospettato di aver registrato un filmato nel 1976 che supportava le rivendicazioni di un locale sindacato in una causa di lavoro contro la Glico e che aveva numerose somiglianze con le dichiarazioni fatte dal "Mostro dalla 21 facce". Tra il 1975 e il 1976 vi furono molte fughe di notizie attribuite a Miyazaki, che evidenziavano lo scarico di amido e altri rifiuti industriali da parte della Glico nel fiume della zona e nella rete fognaria. Inoltre, era figlio di un boss della Yakuza e aveva una somiglianza con l'"uomo dagli occhi di volpe". Per molti mesi vi furono ipotesi sul fatto che Miyazaki fosse l'uomo sospettato, finché la polizia metropolitana di Tokyo verificò il suo alibi, liberandolo da ogni sospetto. La notorietà che gli venne dalle indagini portò Miyazaki a scrivere un libro sulle sue vicende, intitolato Toppamono.
La polizia metropolitana di Tokyo sospettò che il caso Glico Morinaga fosse legato a uno dei numerosi gruppi della Yakuza: i ricatti terminarono infatti con l'inizio della cosiddetta "guerra Yama-Ichi", tra le mafie Yamaguchi-gumi e Ichiwa-kai. Vennero anche sospettati gruppi di estrema sinistra ed estrema destra.
Nel 2000, ci furono speculazioni nei media giapponesi che nel caso fosse coinvolta la Corea del Nord.